# Pamperruque
La pamperruque est une danse traditionnelle bayonnaise,,.